# Манчи
«Манчи» (англ. Munchie) — американская семейная фэнтезийная комедия Джима Уайнорски 1992 года. В 1994 году вышло продолжение под названием «Манчи наносит ответный удар».
В 1987 году компания New Concorde выпустила фильм «Обжоры» (англ. Munchies). Фильм «Манчи» 1992 года сделан более семейным и не связан напрямую с оригинальным фильмом.

## Сюжет
Некоторое время назад отец Гейджа ушёл из семьи. Теперь Гейдж и его мама Кэти живут одни, а Гейдж к тому же ещё должен ходить в новую школу. В школе его обижают хулиганы, а дома он вынужден периодически встречаться с Эллиотом, новым мужчиной, которого нашла себе мама. Гейдж дружит только с чудаковатым профессором Крукшенком, который живёт на его улице.
Однажды, гуляя на пустыре, Гейдж натыкается на заброшенную шахту, в которой находит говорящий сундук. В этом сундуке оказывается заточено некое существо по имени Манчи, которое обладает волшебной силой. После своего освобождения Манчи объявляет Гейджа своим другом и решает улучшить жизнь мальчика, решив все его проблемы.
В школе Манчи ставит в неловкое положение директора, который угрожал Гейджу и расправляется с хулиганами, которые его обижали, а также исправляет в лучшую сторону оценки Гейджа. Такая «помощь» Манчи, однако, создаёт только больше неприятностей. Гейдж рассказывает об этом существе профессору Крукшенку, который оказывается очень взволнован такой новостью. Похоже, что Манчи древнее существо, которое может знать ответы на загадки истории.
Манчи портит романтический вечер, который устраивают Эллиот и Кэти и на котором Эллиот собирался сделать Кэти предложение. Пара вынуждена покинуть дом и уйти в ресторан. Манчи пользуется отсутствием взрослых и устраивает в доме вечеринку. Гейдж сначала раздражается из-за самоуправства Манчи, но потом замечает, что к нему в гости пришла и Андреа, девочка из школы, которая ему нравится.
Из ресторана возвращаются Эллиот и Кэти. Мама Гейджа немедленно разгоняет вечеринку. Эллиот находит спящего Манчи и пытается похитить его для экспериментов. Манчи спасает Гейдж при помощи профессора Крукшенка. Профессор Крукшенк улетает в экспедицию, исследовать древний затерянный город и берёт с собой Манчи.

## В ролях
- Лони Андерсон — Кэти
- Эндрю Стивенс — Эллиот
- Джэми МакЭннан — Гейдж
- Арт Джонсон — профессор Крукшенк
- Дженнифер Лав Хьюитт — Андреа Курц
- Тони Нэплс — Миссис Блейлок
- Эйс Маск — директор Торнтон
- Моник Габриэль — мисс Лорел
- Скотт Фергюсон — Эштон
- Майк Симмрин — Леон
- Джей Ричардсон — мистер Курц
- Дом Делуиз — голос Манчи

## Производство
Фильм был снят за 18 дней. Дженнифер Лав Хьюитт сыграла в фильме второстепенную роль, что стало её первой работой в полнометражном кино. Режиссёр Джим Уайнорски написал под неё новый сценарий и через год после «Манчи» выпустил фильм «Пропала маленькая миллионерша», где Лав Хьюитт уже играла главную роль.

## Критика
В Variety указали, что фильму не хватает безумия своих прототипов («Гремлины», «Зубастики», «Гоблины»), но, тем не менее, остроумная режиссура Джима Уайнорски делает этот фильм увлекательным. На Blu-ray.com было отмечено, что фильм сделан на скорую руку и содержит много нелепостей. MTV отметили старательную работу Дома Делуиза по озвучиванию Манчи, хотя у самой аниматронной куклы губы практически не шевелятся. В TV Guide отметили игру актёров, хотя и заметили, что фильм не стоит вложенного в него таланта. Также была отмечена музыка Чака Кирино.